# فنسنت بارنز
فنسنت بارنز (15 فبراير 1960 بكيب تاون في جنوب أفريقيا - ) (بالإنجليزية: Vincent Barnes)‏ هو لاعب كريكت جنوب أفريقي. لعب مع Gauteng (cricket team) ‏.